# フニオール・ソルノサ
フニオール・ナサレノ・ソルノサ・モレイラ（Júnior Nazareno Sornoza Moreira, 1994年1月28日 - ）は、エクアドル・ポルトビエホ出身の同国代表サッカー選手。ポジションはMF（攻撃的ミッドフィールダー）。

## クラブ歴
CSDインデペンディエンテ・デル・バジェの下部組織出身。2011年8月24日にトップチームで初出場し、9月25日に初得点を挙げる。17歳ながら半年で10試合2得点の結果を残した。2012年シーズンは16試合1得点という成績であったが、2013年は36試合19得点と活躍しクラブのリーグ2位に貢献した。また2月18日にコパ・リベルタドーレスで国際大会初出場を記録すると、3月12日には同大会のボタフォゴFR戦でアディショナルタイムに追加点を挙げ、大会初勝利をクラブに齎した。この大会では合計6試合に出場し4得点3アシストを記録した。
2015年1月13日にリーガMXのCFパチューカに1年の期限付き移籍。しかし7月21日にインデペンディエンテ・デル・バジェに復帰した。
2016年7月28日に、翌年1月からフルミネンセFCに加入する事が報じられた。チームメイトのヘフェルソン・オレフエラとともに移籍。2018年8月2日に行われたコパ・スダメリカーナ第2ラウンド・デフェンソール・スポルティングとの第2戦で、後半アディショナルタイムにコーナーキックから直接ゴールを決めチームの勝利に貢献した。
2019年1月8日、SCコリンチャンス・パウリスタに移籍。同クラブ史上初のエクアドル人となった。同年のカンピオナート・パウリスタ決勝・サンパウロFC戦では、89分にヴァグネル・ラヴの勝ち越しゴールをアシストしタイトル獲得に貢献した。
2020年シーズンは母国のLDUキトへのローンでプレーし公式戦合計33試合に出場し4得点を記録。クラブの財政的な問題もあり同年末でレンタルバックとなった。
2021年1月8日、クラブ・ティフアナに加入し再びメキシコへ渡る。1年間のローンとなり、完全移籍のオプションが付帯している。

## 代表歴
2014年9月6日に行われたボリビアとの親善試合でエクアドル代表で初出場、初得点を記録した。

## タイトル
クラブ
コリンチャンス
- カンピオナート・パウリスタ : 2019

LDUキト
- スーペルコパ・デ・エクアドル（スペイン語版）: 2020

個人
- カンピオナート・カリオカベストイレブン : 2017[14]